# Zwyrtała

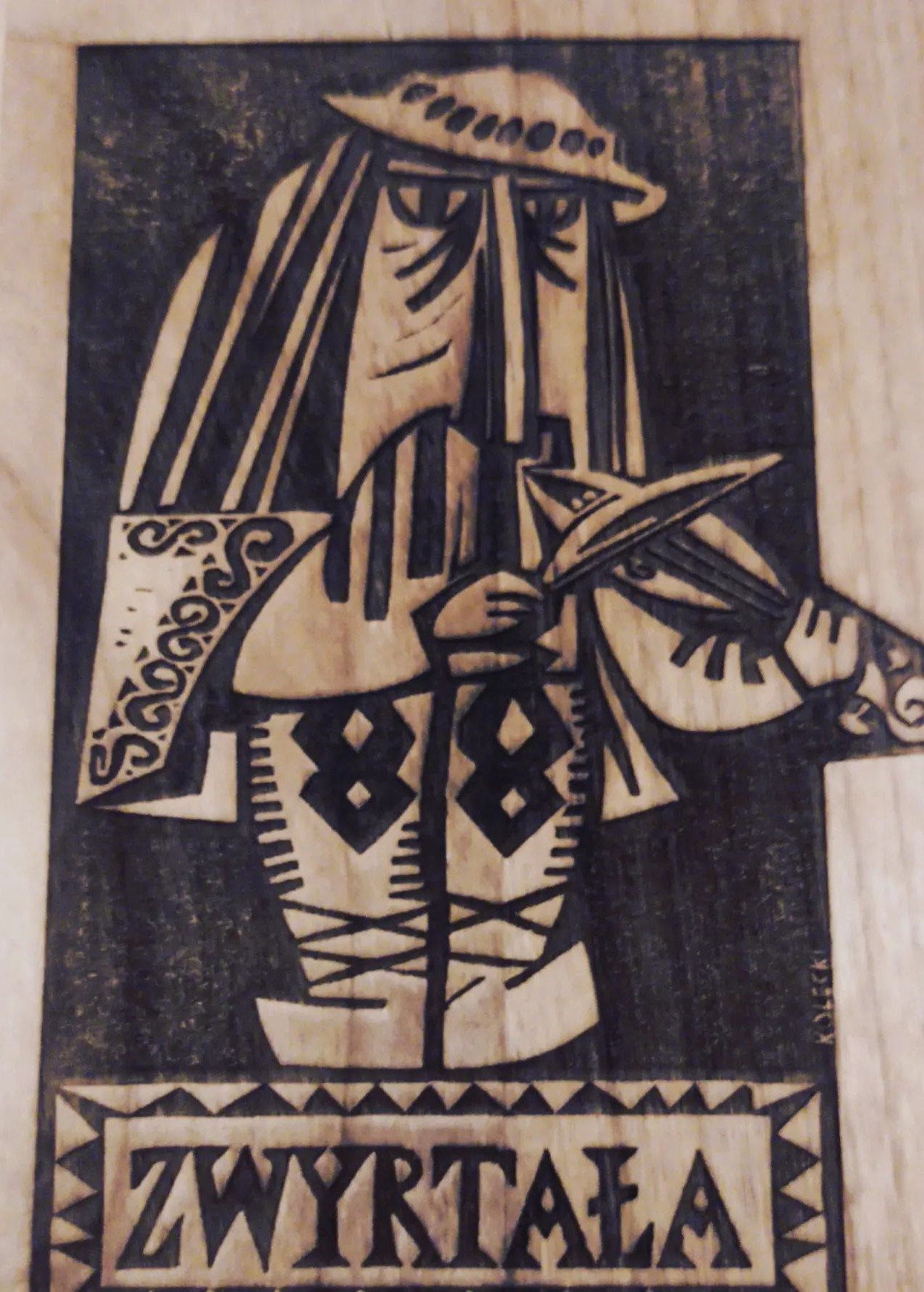
Zwyrtała

Zwyrtała - legendarny Maciej Galica, prymista ze wsi Mur koło Nowego Targu, którego historię zawiera Szkic opowieści o Zwyrtałowi muzyce (o Zwyrtale muzykancie) ze zbioru podań i gawęd Na skalnym Podhalu Kazimierza Przerwy-Tetmajera. Wg podania po śmierci, oczekując na wejście do raju zachwycił całe niebo swoją muzyką, a wezwany przez świętego Piotra, grał nawet przed samym Panem Bogiem.

## Inspiracje
- O Zwyrtale Muzykancie czyli jak się stary góral dostał do nieba - spektakl teatralny autorstwa Jana Wilkowskiego z muzyką Krzysztofa Pendereckiego (premiera 23 grudnia 1958, Teatr Lalka, Warszawa)[3]. Autorem scenografii do tego spektaklu jest Adam Kilian.
- Adam Kilian. Zwyrtała, diabły, anioły i reszta - wystawa scenografii towarzyszącą XXIX Międzynarodowemu Festiwalowi Teatralnemu WALIZKA w Łomży[4]
- O Zwyrtale muzykancie - telewizyjne widowisko lalkarsko-aktorskie (Telewizja Polska Kraków 1970), reż. Joanna Piekarska, adapt. Jan Wilkowski[5].
- Imię Zwyrtały nosi ogólnopolska nagroda przyznawana w konkursie na najlepszy pomysł promujący czytanie[6]. Podczas konferencji dla dorosłych uczestników Rabka Festival - Międzynarodowego Festiwalu Książki Dziecięcej w Rabce, laureatom i zwycięzcy wręczana jest drewniana plakietka z wizerunkiem Zwyrtały, wykonana według linorytu Jerzego Koleckiego[7].